# Filip Barovic
Filip Barovic (* 29. Juli 1990 in Nikšić, Jugoslawien) ist ein montenegrinischer Basketballspieler. Von 2016 bis 2017 stand er in Deutschland bei den Telekom Baskets Bonn unter Vertrag.

## Karriere
Für sein Heimatland Montenegro durchlief Barovic während seiner Jugend sämtliche Juniorennationalmannschaften. Seine Profikarriere begann Barovic in der Saison 2011/12 beim montenegrinischen Verein KK Mornar Bar. In der folgenden Saison wechselte Barovic in die erste ungarische Liga zu Soproni KC. Im Sommer 2014 wechselte Barovic innerhalb der Liga zu KTE-Duna Aszfalt.
Zur Saison 2015/16 wechselte Barovic in die bulgarische Liga zu Lukoil Academic Sofia. Dort konnte Barovic im Schnitt mit 10,9 Punkten und 7,1 Rebounds zum Gewinn des bulgarischen Meistertitels beitragen. Im FIBA Europe Cup 2015/16 kam er durchschnittlich auf 13,6 Punkte und 6,6 Rebounds. 
Barovic wechselte zur Saison 2016/17 in die deutsche Basketball-Bundesliga zu den Telekom Baskets Bonn. Nach einem Jahr trennten sich die Wege jedoch wieder und Barovic wechselte zurück nach Montenegro zu KK Budućnost Podgorica. 